# Geranium endressii
A Geranium endressii a gólyaorrvirágúak (Geraniales) rendjébe, ezen belül a gólyaorrfélék (Geraniaceae) családjába tartozó faj.

## Előfordulása
A Geranium endressii eredeti őshazája a Spanyolországbeli Nyugat-Pireneusok. Azonban manapság sokfelé kerti virágként termesztik. Ez a növény elnyerte a The Royal Horticultural Society a Royal Horticultural Society Award of Garden Merit, azaz nagyjából Kerti Termesztésre Érdemes Növény Díját.

## Megjelenése
Évelő, lágy szárú növény, mely sűrű talajtakarót alkot. Levelei 5 levélkéből állnak. Ezek a levélkék egy-kétszeresen szárnyasan szeldeltek. A virágai világos rózsaszínűek, vörös erezettel.

## Életmódja
Szívós növény, mely a hűvösebb hegyoldalakon is megél.

## Képek

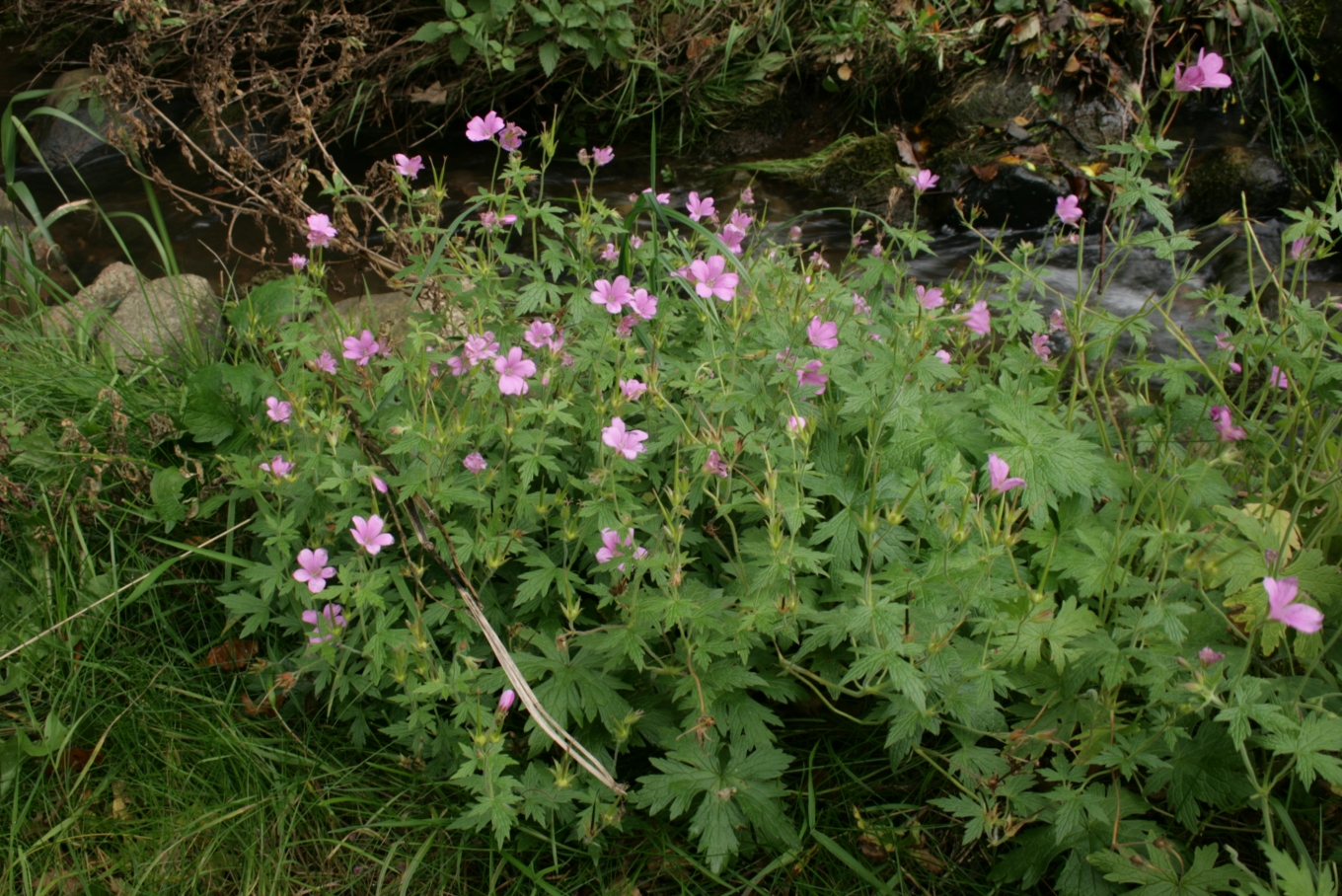
A növények
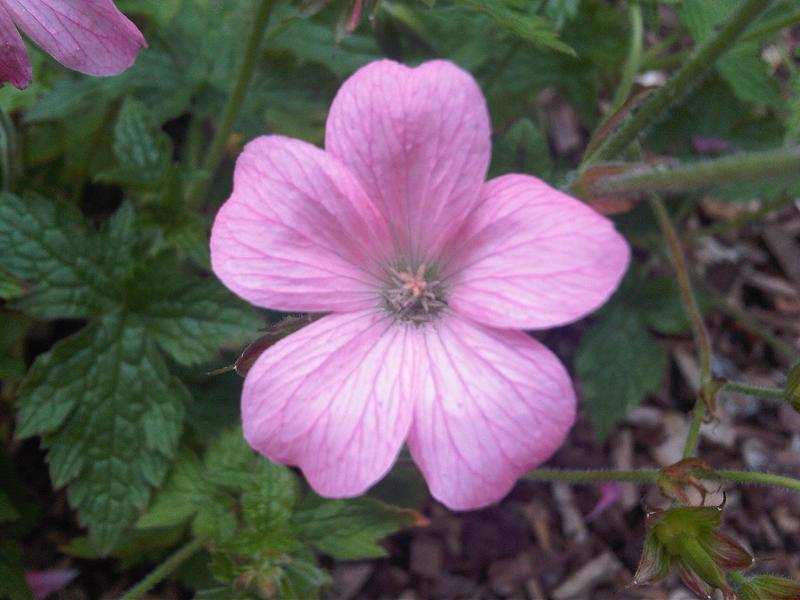
Virágai
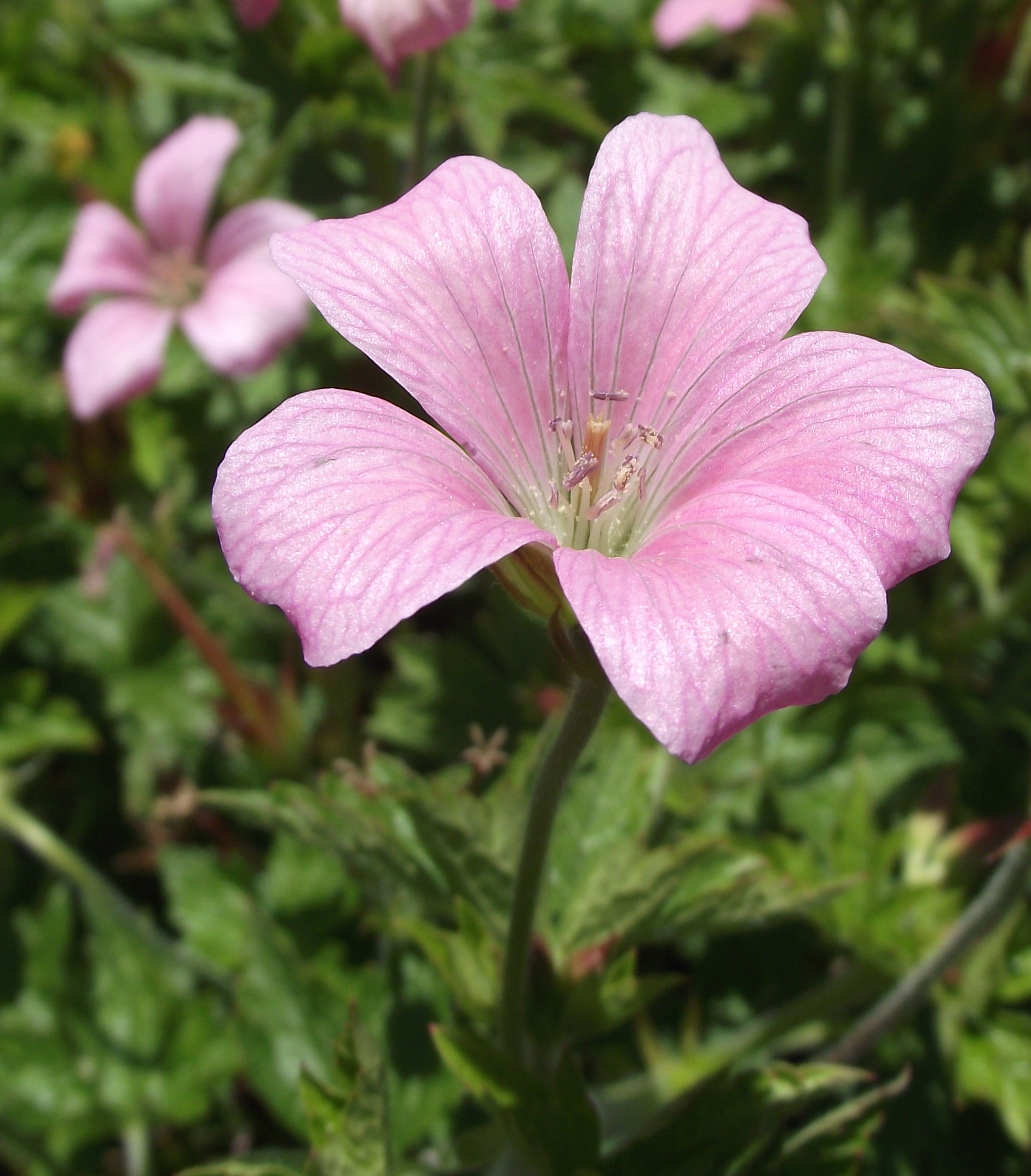
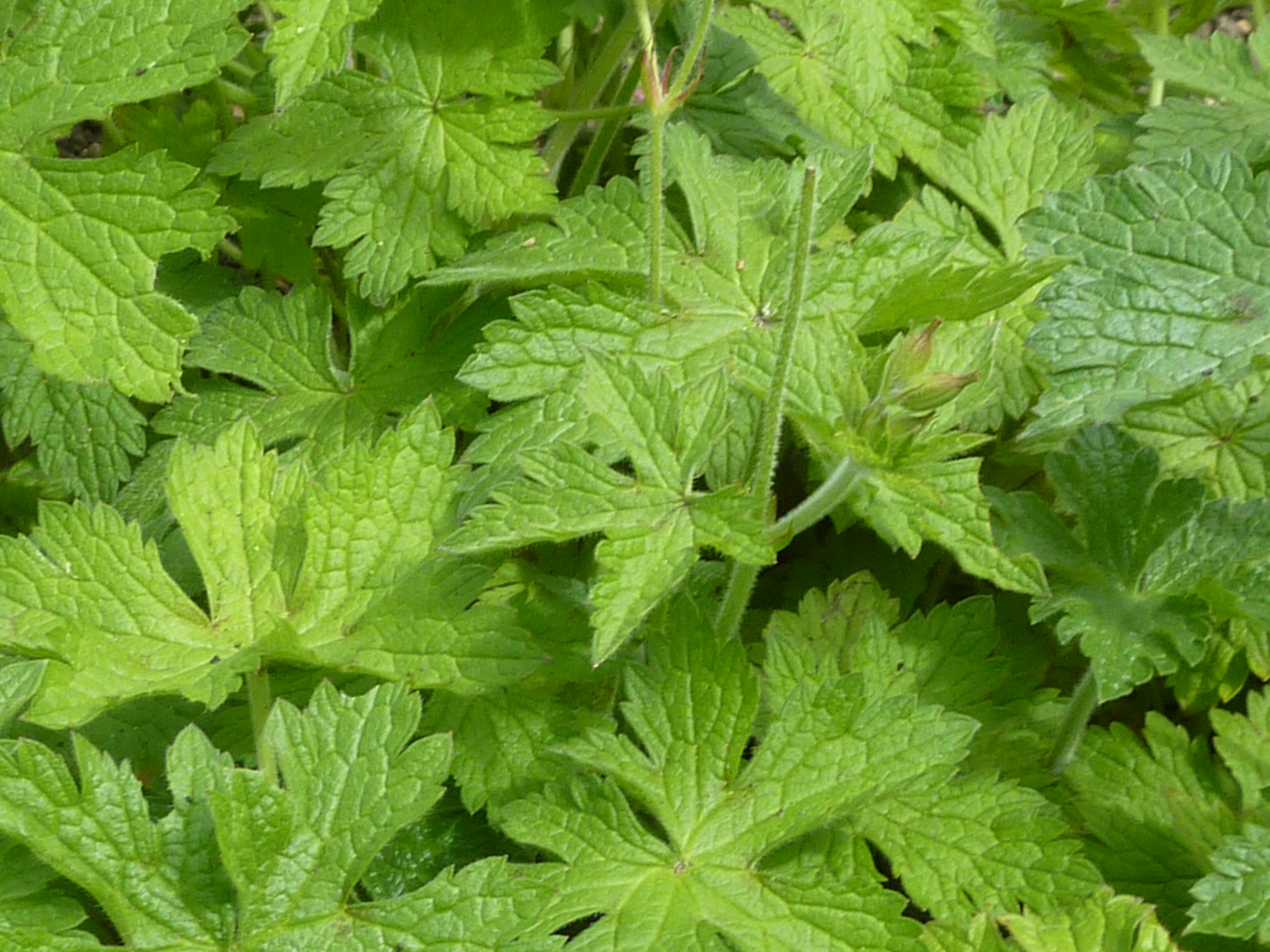
Levelei

### Fordítás
- Ez a szócikk részben vagy egészben  a   Geranium endressii című angol Wikipédia-szócikk ezen változatának fordításán alapul.  Az eredeti cikk szerkesztőit annak laptörténete sorolja fel. Ez a jelzés csupán a megfogalmazás eredetét és a szerzői jogokat jelzi, nem szolgál a cikkben szereplő információk forrásmegjelöléseként.